# Juliacorbula luteola
Juliacorbula luteola är en musselart som först beskrevs av Carpenter 1864.  Juliacorbula luteola ingår i släktet Juliacorbula och familjen korgmusslor. Inga underarter finns listade i Catalogue of Life.